# Kecamatan Muaraduakisam
Kecamatan Muaraduakisam är ett distrikt i Indonesien.   Det ligger i provinsen Sumatera Selatan, i den västra delen av landet, 400 km nordväst om huvudstaden Jakarta.